# Saprolegnials
L'ordre Saprolegnials, comprés per fongs aquàtics, generalment sapròfits, que viuen damunt de la matèria orgànica submergida a l'aigua.
El seu miceli és blanc i ramificat, cenocític, prop dels àpexs del qual es formen septes que delimiten esporangis, de citoplasma dens, que temps després deixen escapar, a través d'una perforació apical, un gran nombre de zoòspores que naden activament amb els seus flagels apicals.

## Reproducció
Les primeres espores formades s'anomenen zoòspores primàries, les quals després de nadar un curt període es fixen i s'enquisten, originant per germinació zoòspores secundàries, amb forma de fesol i flagels al lateral. Aquestes es fixen definitivament i originen un nou miceli. Aquest fenomen, present a Saprolegnia, s'anomena diplanetisme. Tanmateix, altres gèneres tenen un comportament diferent. Així, Pythiopsis només produeix zoòspores primàries, mentre que les espores primàries d'Achlya s'enquisten al mateix orifici de descàrrega de l'esporangi, per això no arriben a nadar lliurement; en Dictyuchus, les zoòspores primàries s'enquisten dins de l'esporangi i originen directament zoòspores secundàries a través d'un porus. Quan un esporangi de Saprolegnia ha alliberat les zoòspores, pot originar un de nou al seu interior (esporangi prolífer). També es coneixen formes de multiplicació vegetativa, com les gemmes, que es formen a l'àpex d'una curta rama hifal. Les gemmes es dispersen, i germinen directament, produint noves hifes.
La reproducció sexual es produeix per oogàmia, controlada sovint per l'emissió d'una seqüència hormonal. El model d'aquest grup en aquest àmbit és Achlya. Aquest fong té micelis masculins i femenins separats, s'ha demostrat que les hifes femenines estimulen hormonalment (hormones A) a les masculines perquè cresquen cap a elles (quimiotactisme). Les masculines (hormones B) a les femenines perquè produïsquen primordis d'oogoni. Aquests al seu temps, estimulen (hormones C) la delimitació dels anteridis, que creixen adherits als oogonis, al mateix temps que produeixen l'hormona D, que desencadena la delimitació de l'oogoni i la diferenciació dels òvuls, prèvia meiosi. Aquest diàleg hormonal permet que només s'inicie una etapa quan s'ha completat l'anterior.
Els nuclis anteridials es dirigeixen cap als oogonials a través de tubs copuladors. Després de la cariogàmia maduren les oòspores (de paret grossa i sovint ornamentada), que no són ni més ni menys que zigots enquistats, convertits en cèl·lules de resistència que, quan les condicionals ambientals són les adequades, germinaran donant lloc a un miceli i nous esporangis. La disposició dels anteridis i dels oogonis, l'ornamentació de les oòspores, etc. són caràcters importants per a separar els tàxons, amb rang de gènere i espècie.

## Ecologia
La majoria de les espècies de Saprolegnia viuen sapròfites d'aigües dolces, però són més conegudes S. parasitica i S. ferax, que infecten els peixos dulciaqüícoles, als que produeixen ulceracions i la mort. Poden ser els causants de seriosos problemes en piscifactories i aquaris. Achlya ambisexualis és un organisme fàcil de cultivar, per aquesta raó s'empra en experiments de laboratori.